# Aldo Sacchetti

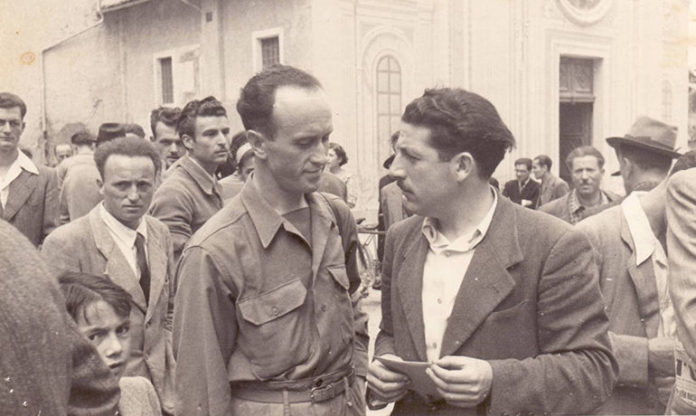
Aldo Sacchetti (a destra nell'immagine) incontra Piero Cosa

Aldo Sacchetti (Roma, 4 febbraio 1921 – Carrara, 30 ottobre 2018) è stato un partigiano italiano. Fu una delle figure più importanti della lotta partigiana in Valle Pesio e protagonista della liberazione della città di Cuneo dai nazifascisti. 

## Biografia
In servizio nell'esercito come sottotenente di fanteria, al momento dell'armistizio dell'8 settembre 1943 si trova in Francia, nella zona di Villefranche. Alla notizia dell'armistizio, dopo alcune ore di incertezza e di consultazioni con i propri commilitoni decide di tornare in Italia inerpicandosi a piedi sulle montagne, per evitare di essere intercettato da pattuglie tedesche. È il 10 settembre: dopo aver varcato il confine italo-francese oltrepassa Molini di Triora e prosegue fino a Tenda passando per le Casermette di Cima Marta. Il giorno dopo parte in treno per Cuneo, ma giunto a Roccavione riceve informazioni preoccupanti circa il trattamento riservato ai militari italiani da parte delle truppe tedesche, insediatesi nel frattempo in città. Desiste quindi dall'intento di raggiungere il capoluogo e si dirige a Valdieri, da dove giungono notizie di gruppi di ribelli che si stanno organizzando per resistere ai tedeschi. Arrivato in paese viene indirizzato alla villa di Dante Livio e Alberto Bianco, dove viene accolto dal professor Leonardo Ferrero e da Edoardo [Dado] Soria che lo invitano a salire a Madonna del Colletto dove si è stabilita la prima banda "Italia Libera" di Duccio Galimberti. Dopo circa una settimana dal suo arrivo, il 20 settembre si trasferisce insieme ai componenti della banda nella borgata di Paraloup, località più sicura dal punto di vista strategico, per raggiungere successivamente la frazione di San Matteo di Valgrana, dove rimane fino all'11 gennaio 1944, quando decide di allontanarsi per divergenze con il gruppo di comando. Dopo un breve periodo di sistemazioni provvisorie il 20 febbraio si trasferisce in Val Pesio, dove si è insediata la brigata omonima, di cui viene nominato comandante nel mese di luglio. Diventa poi comandante della 3ª Divisione Alpi (da 1º gennaio al 7 giugno 1945) e capo collegiale del “Servizio X” (servizi segreti) insieme a Dino Giacosa.
Nel corso della sua attività ha modo di partecipare ad importanti convegni di comandanti partigiani, quali quello di Valcasotto (ottobre 1943) e quello di Rocca Ciglié (agosto 1944). 
Durante la liberazione di Cuneo dai nazifascisti guida i propri uomini in piazza Torino, liberando la prefettura e la caserma “Mussolini”. Insignito della Medaglia d’Argento al valor militare, dopo la guerra si trasferisce a Carrara con la moglie Nucci Parola, cuneese e anche lei agente del Servizio X.
Una toccante testimonianza del ricordo delle battaglie e dei luoghi percorsi in alta Valle Pesio durante la guerra partigiana è stata raccolta nel 2014 nel corto dal titolo Con altri occhi, del regista torinese Alessandro Quaranta.